# Ma Bohême
Pour les articles homonymes, voir Bohème (homonymie).
Ma Bohême est un poème d'Arthur Rimbaud qui a été écrit en octobre 1870 lorsqu'il avait 16 ans.
C'est le dernier poème du « recueil Demeny » appelé aussi « Cahier de Douai », le septième du deuxième cahier. 
Il est publié dans La Revue indépendante, en janvier-février 1889, puis repris dans Reliquaire, Genonceaux, 1891, et dans Poésies complètes, Vanier, 1895.
Ma Bohême est un sonnet de forme traditionnelle (deux quatrains suivis de deux tercets), bien que l’auteur se permette quelques innovations ; il est écrit en alexandrins. Rimbaud y décrit ses fugues et sa volonté adolescente de fuir un milieu étouffant et conformiste.

## Poème
Je m’en allais, les poings dans mes poches crevées ;

Mon paletot aussi devenait idéal ;

J’allais sous le ciel, Muse ! et j’étais ton féal ;

Oh ! là là ! que d’amours splendides j’ai rêvées !

Mon unique culotte avait un large trou.

Petit Poucet rêveur, j’égrenais dans ma course

Des rimes. Mon auberge était à la Grande-Ourse.

Mes étoiles au ciel avaient un doux frou-frou

Et je les écoutais, assis au bord des routes,

Ces bons soirs de septembre où je sentais des gouttes

De rosée à mon front, comme un vin de vigueur ;

Où, rimant au milieu des ombres fantastiques,

Comme des lyres, je tirais les élastiques

De mes souliers blessés, un pied près de mon cœur !

## Postérité
Le poème a été mis en musique et chanté par Léo Ferré, avec neuf autres poèmes de Rimbaud, dans l'album Verlaine et Rimbaud (1964). Dix ans plus tard, c'est au tour de Robert Charlebois d'en proposer  sa version, publiée sur l'album Charlebois de 1974.